# Gembong (Kandangserang)
Gembong is een bestuurslaag in het regentschap Pekalongan van de provincie Midden-Java, Indonesië. Gembong telt 4099 inwoners (volkstelling 2010).